# Zochcin
Zochcin – wieś sołecka w Polsce położona w województwie świętokrzyskim, w powiecie opatowskim, w gminie Sadowie
| SIMC    | Nazwa | Rodzaj    |
| ------- | ----- | --------- |
| 0806602 | Łyżka | część wsi |

Prywatna wieś szlachecka położona była w drugiej połowie XVI wieku w powiecie sandomierskim województwa sandomierskiego. W latach 1975–1998 miejscowość administracyjnie należała do województwa tarnobrzeskiego.
Przez wieś przechodzi  niebieski szlak turystyczny z Gołoszyc do Dwikoz oraz  czerwony szlak rowerowy do Opatowa.

## Urodzeni w Zochcinie
- Stanisław Czernik (1899–1969), powieściopisarz, folklorysta i poeta, przedstawiciel kierunku zw. autentyzmem postulującego wiązanie w sztuce prawdy artystycznej i życiowej.
- Szczepan Jaroszewski (ur. 1887), działacz niepodległościowy, kowal i rolnik, starszy wachmistrz Wojska Polskiego, kawaler Orderu Virtuti Militari.
- Wiesław Kawecki (1918–2000), chemik, współtwórca kwaśnej metody wytwarzania tlenku glinu z surowców nieboksytowych.